# Зимандкуз
Зимандкуз (рум. Zimandcuz) је насељено место општине Зиманду Ноу у жупанији Арад у Румунији. Према попису из 2021 године било је 1.760 становника. 

## Становништво
Према попису становништва из 2011. године у насељу је живео 1.630 становник. 
| Етнички састав према попису из 2011. године‍ | Етнички састав према попису из 2011. године‍ | Етнички састав према попису из 2011. године‍ | Етнички састав према попису из 2011. године‍ | Етнички састав према попису из 2011. године‍ |
| ------------------------------------------- | ------------------------------------------- | ------------------------------------------- | ------------------------------------------- | ------------------------------------------- |
|                                             |                                             |                                             |                                             |                                             |
| Румуни                                      | Румуни                                      |                                             | 912                                         | 55,9%                                       |
| Мађари                                      | Мађари                                      |                                             | 563                                         | 34,5%                                       |
| Роми                                        | Роми                                        |                                             | 84                                          | 5,1%                                        |